# Benambra-Nationalpark
Der Benambra-Nationalpark ist ein Nationalpark im Süden des australischen Bundesstaates New South Wales, etwa 40 Kilometer nördlich von Albury und 20 Kilometer südwestlich von Holbrook.
Der Nationalpark liegt in Riverina-Region zwischen  Hume Highway und Olympic Highway. Er ist bekannt wegen seines großen Bestandes an lichten Wäldern aus Eucalyptus polyanthemos. Diese Wälder bieten vielen bedrohten Arten Lebensraum, z. B. dem Schönsittich, dem Schwalbensittich und dem Mittleren Gleithörnchenbeutler (Petaurus norfolcensis).